# 914-я сторожевая эскадра
914-я сторожевая эскадра (ивр. פלגה 914‎) — постоянно действующая эскадра сторожевых кораблей ВМС Израиля, располагающаяся на военно-морской базе «Хайфа», занимается оперативной безопасностью и военно-морскими операциями на северной арене Средиземного моря. Командир эскадры — морской офицер в звании подполковника.
914-я сторожевая эскадра отвечает за оперативную безопасность северной прибрежной полосы Израиля, недалеко от Ливана. Сторожевые корабли принимают участие во всех оперативных действиях в морском пространстве, направленных на пресечение деятельности террористических организаций, нанесение ущерба террористической инфраструктуре и факторам, которые им помогают.

## Структура эскадры
Эскадра состоит из кораблей «Дабур», «Двора» и «Супер-Двора» 2-го и 3-го поколения. В качестве основного вооружения корабли вооружены автоматическими пушками «Тайфун». Для спецопераций сторожевые корабли имеют дополнительно ракеты «Спайк».
914-я эскадра в настоящее время состоит из двух патрулей: патруль «Перес» и патруль «Буревестник» (в прошлом был еще патруль "Нешер), а в дополнение к ним — подразделение «Снапир». Каждым патрулем командует офицер в звании капитана, бывший командир корабля, выпускник Израильской военно-морской академии или Школы военно-морского командования.

## История эскадры
914-я эскадра была создана в составе торпедной флотилии на Хайфской военной базе. После Шестидневной войны эскадра была перемещена на базу «Ашдод». Со снятием торпед с вооружения и оснащением ВМС кораблями «Дабур», эскадра была заново сформирована на базе «Хайфа», получив офисы и причалы бывшей торпедной флотилии и сохранив своё название.

## Командиры эскадры
Командиром эскадры является морской офицер в звании подполковника, прошедший курс управления кораблём в Израильской военно-морской академии или в Школе военно-морского командования.
| Имя командира   | Период командования | Комментарии | Изображение |
| --------------- | ------------------- | --- | ----------- |
| Авраам Бен-Зеэв | 1970 — 1971         | |             |
| Амнон Гонен     | 1971 — 1972         | |             |
| Майкл Кейсари   | 1972 — 1973         | Во время войны Судного Дня |             |
| Дан Рабин       | 1973 — 1975         | |             |
| Шмуэль Сариг    | 1975 — 1977         | |             |
| Эхуд Савьон     | 1977 — 1977         | |             |
| Ами Сар-Эль     | 1977 — 1979         | |             |
| Рони Икар       | 1979 — 1981         | Блокирование проникновения террористов. Сторожевые корабли в сочетании с системой обнаружения периметра участвовали примерно в 6 блокировках и предотвратили проникновение со стороны моря. |             |
| Ави Шахаф       | 1981 — 1983         | Во время Первой Ливанской войны |             |
| Рони Пелег      | 1983 — 1985         | Блокирование проникновения террористов с северной границы |             |
| Ами Сегев       | 1985 — 1987         | |             |
| Зеэв Яновски    | 1987 — 1989         | |             |
| Илан Бухрис     | 1989 — 1990         | |             |
| Ярон Цахар      | 1990 — 1991         | |             |
| Ицхак Вейнрев   | 1991 — 1993         | |             |
| Йохай Бен-Йосеф | 1993 — 1995         | |             |
| Йорам Лакс      | 1995 — 1997         | |             |
| Йоси Шахаф      | 1997 — 1999         | |             |
| Ярон Леви       | 1999 — 2001         | |             |
| Ади Гросбах     | 2001 — 2003         | |             |
| Илан Лави       | 2003 — 2005         | |             |
| Сами Цемах      | 2005 — 2007         | Во время Второй ливанской войны |             |
| Янив Шахар      | 2007 — 2009         | |             |
| Орен Нахабс     | 2009 — 2011         | |             |
| Ариэль Резник   | 2011 — 2017         | |             |
| Зоар Коэн       | 2017 — 2019         | |             |
| Кфир Рева       | 2020 — 2022         | |             |
| Таль Коэн       | 2022 — н. в.        | |             |

## Галерея

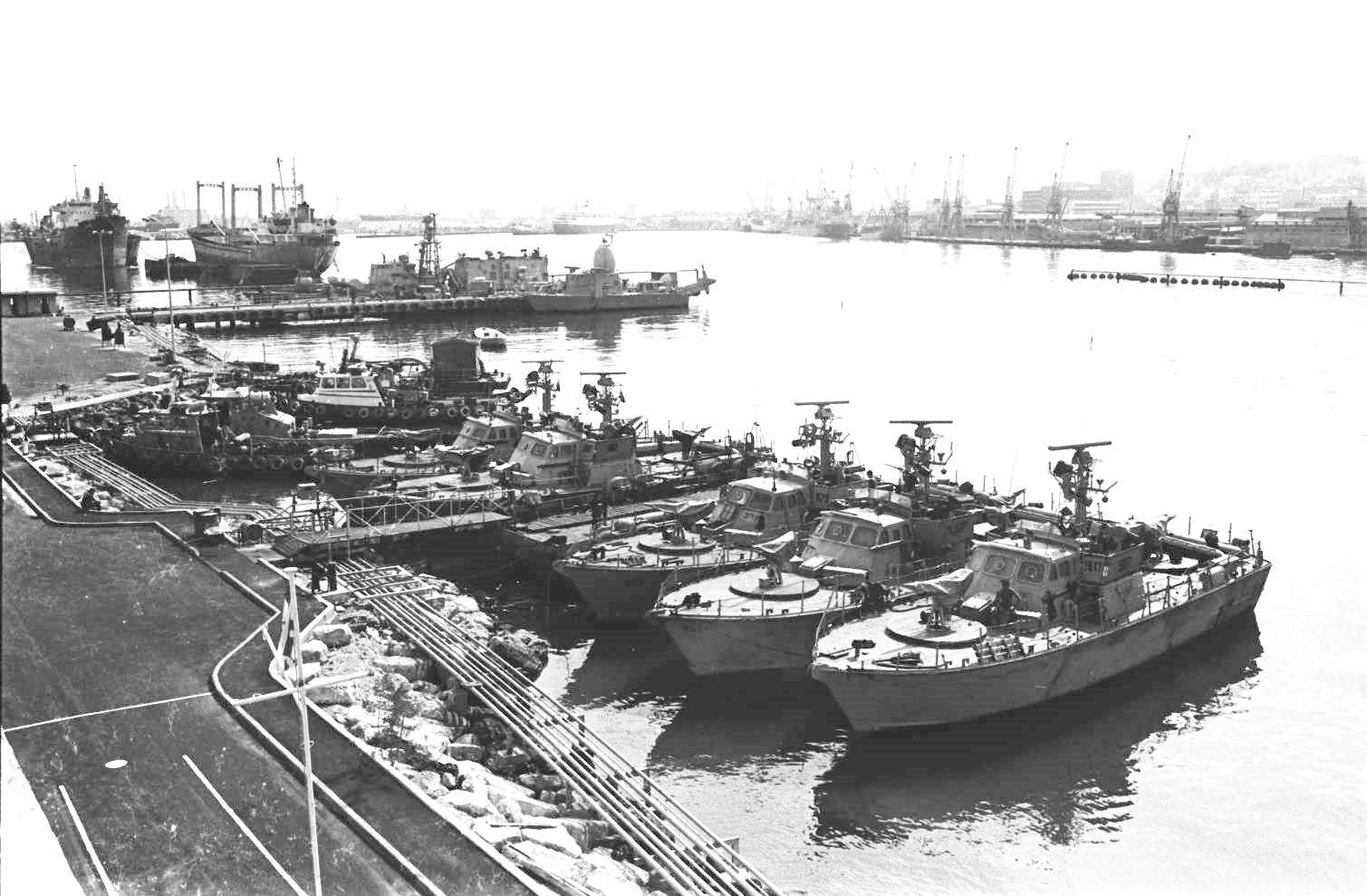
Корабли 914-й эскадры у постоянных причалов на базе Хайфа, 1990 год.
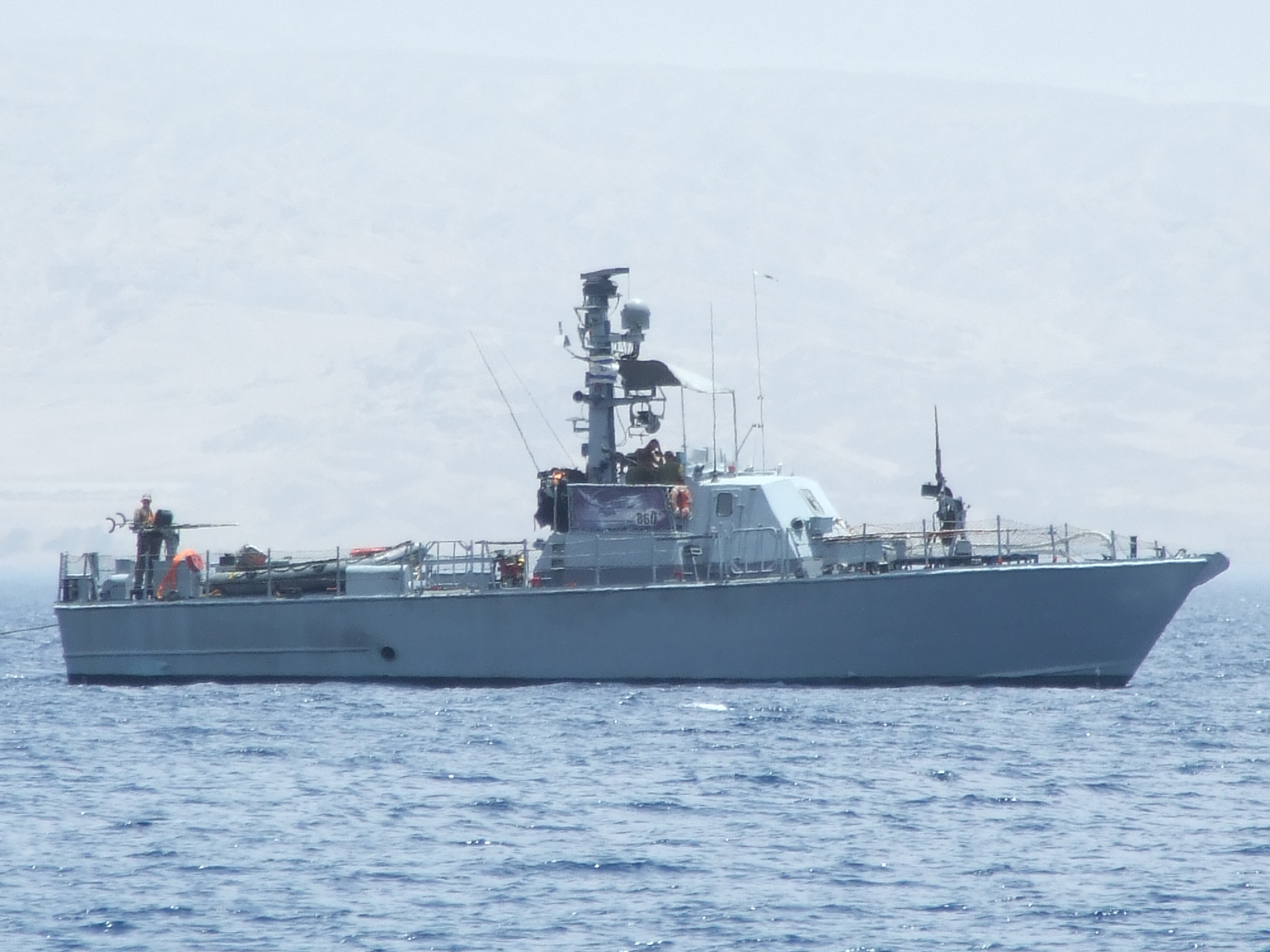
Корабль «Дабур»
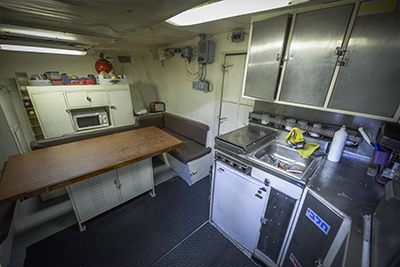
Кухня и столовая в корабль «Дабур»
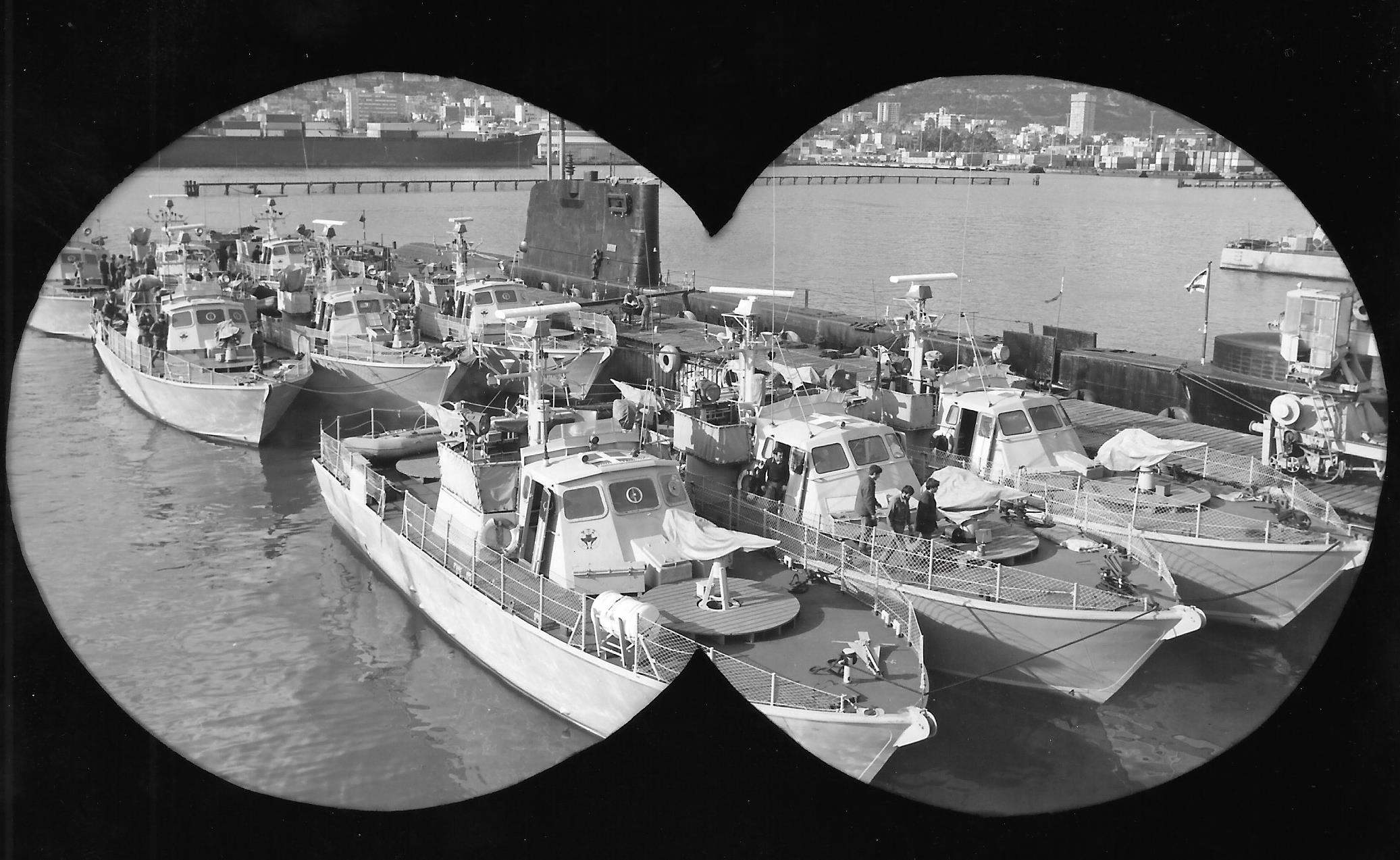
Катера «Двора» у причалов подводных лодок 1972 год, на заднем плане п/л «Дельфин» (С-79)
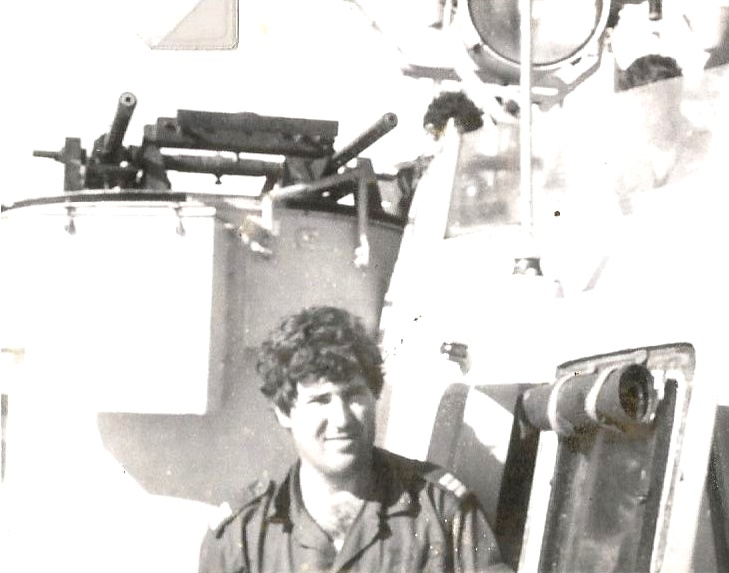
Капитан Амнон Гонен, командир «Дабура» в патруле по Суэцкому заливу, 1973 год
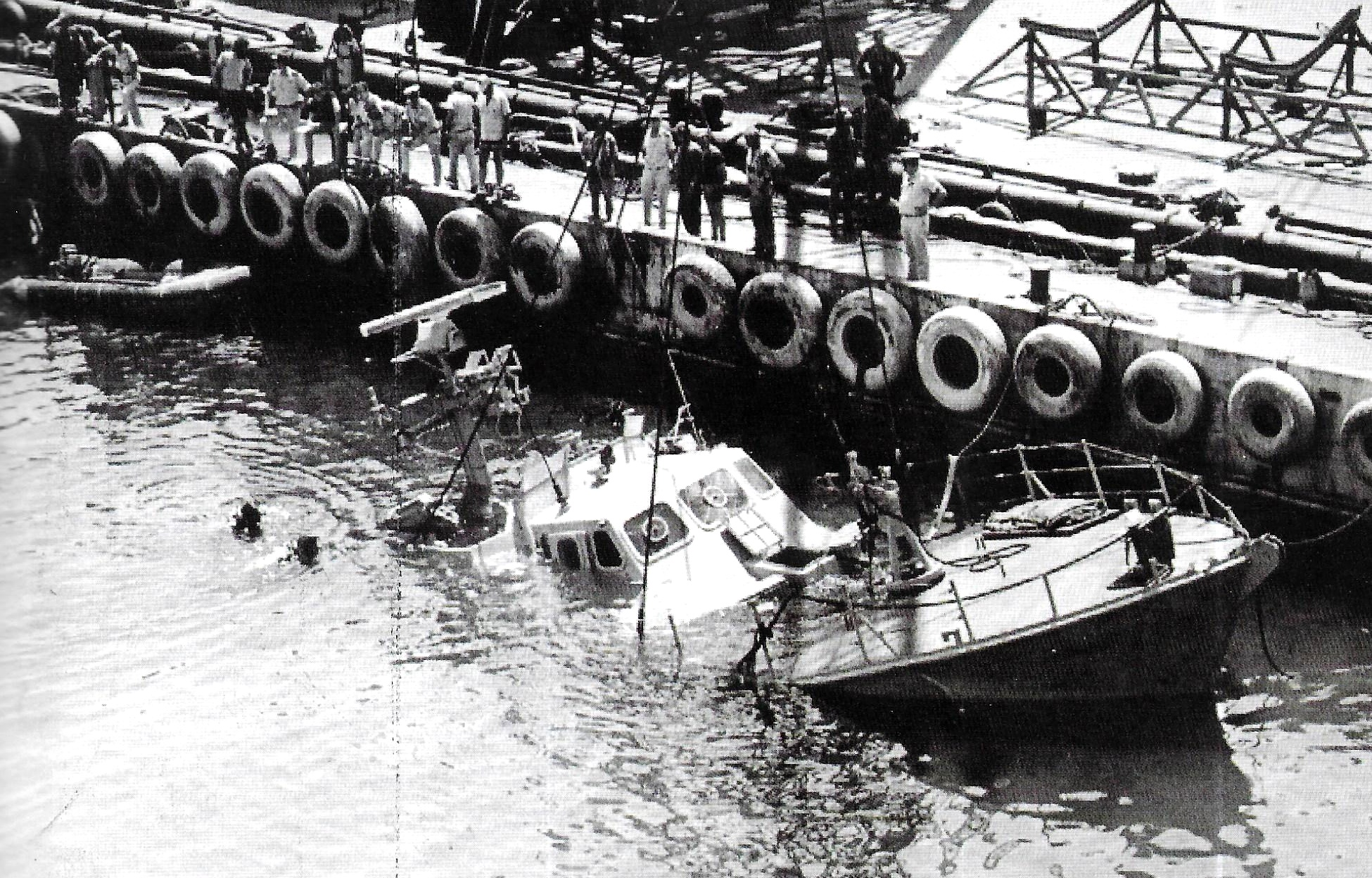
Спасение «Дабура» 862, затонувшего после взрыва, в результате которого погиб член экипажа Нисим Малка, 1979 год
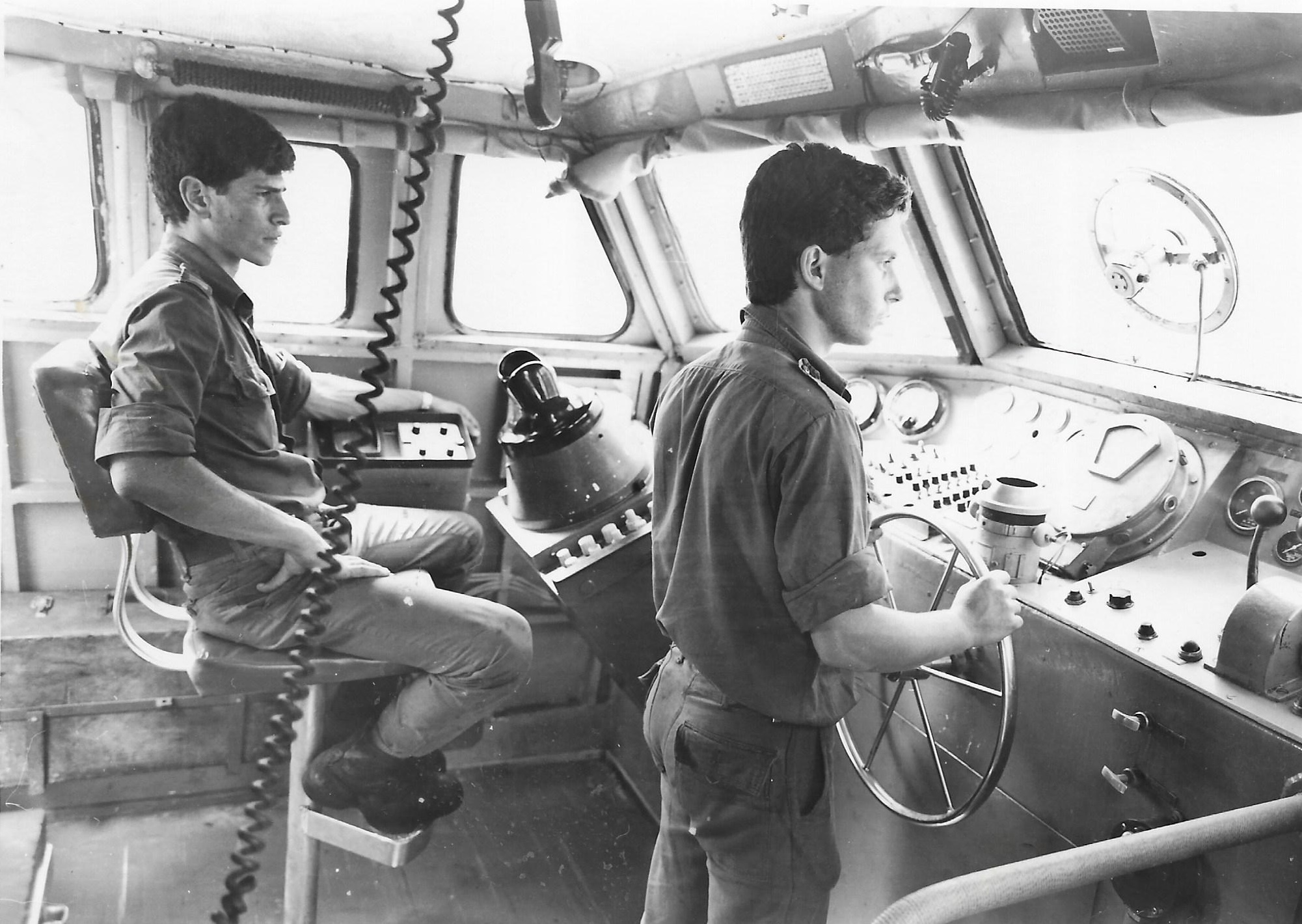
Закрытый командный мостик корабля «Дабур» во время манёвров
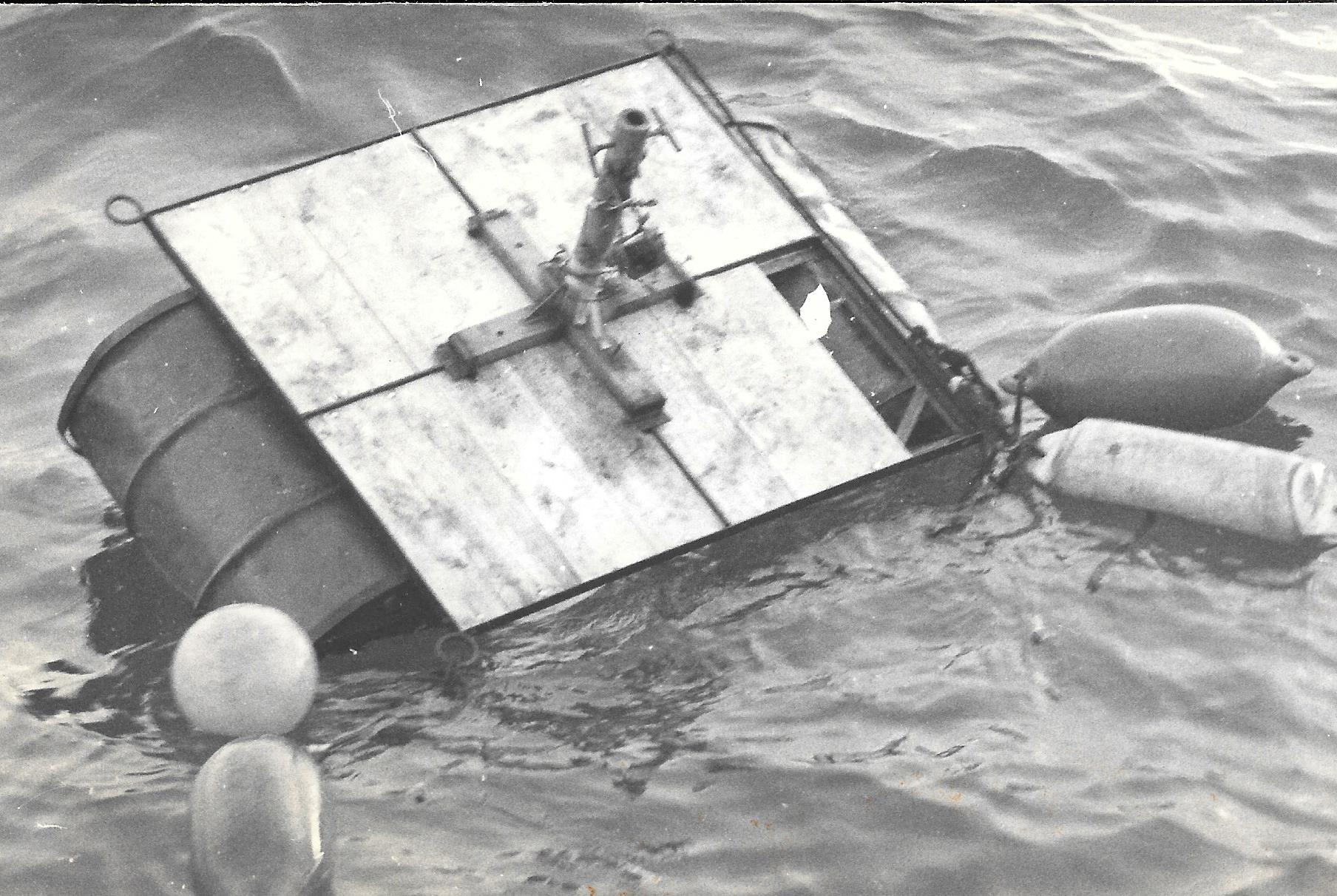
Плавающая ракетная установка, оставленная катером террористов у северного побережья Израиля, 1979 год
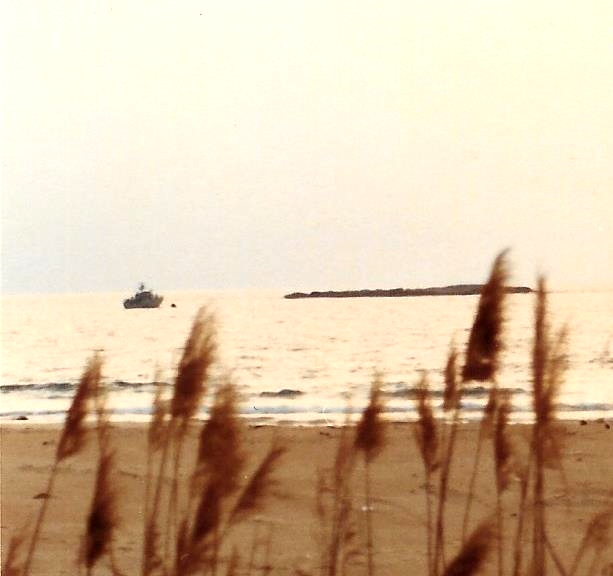
Корабль «Дабур» днем обеспечивает охрану у причала у острова к югу от Рош-ха-Никра, 1980 год
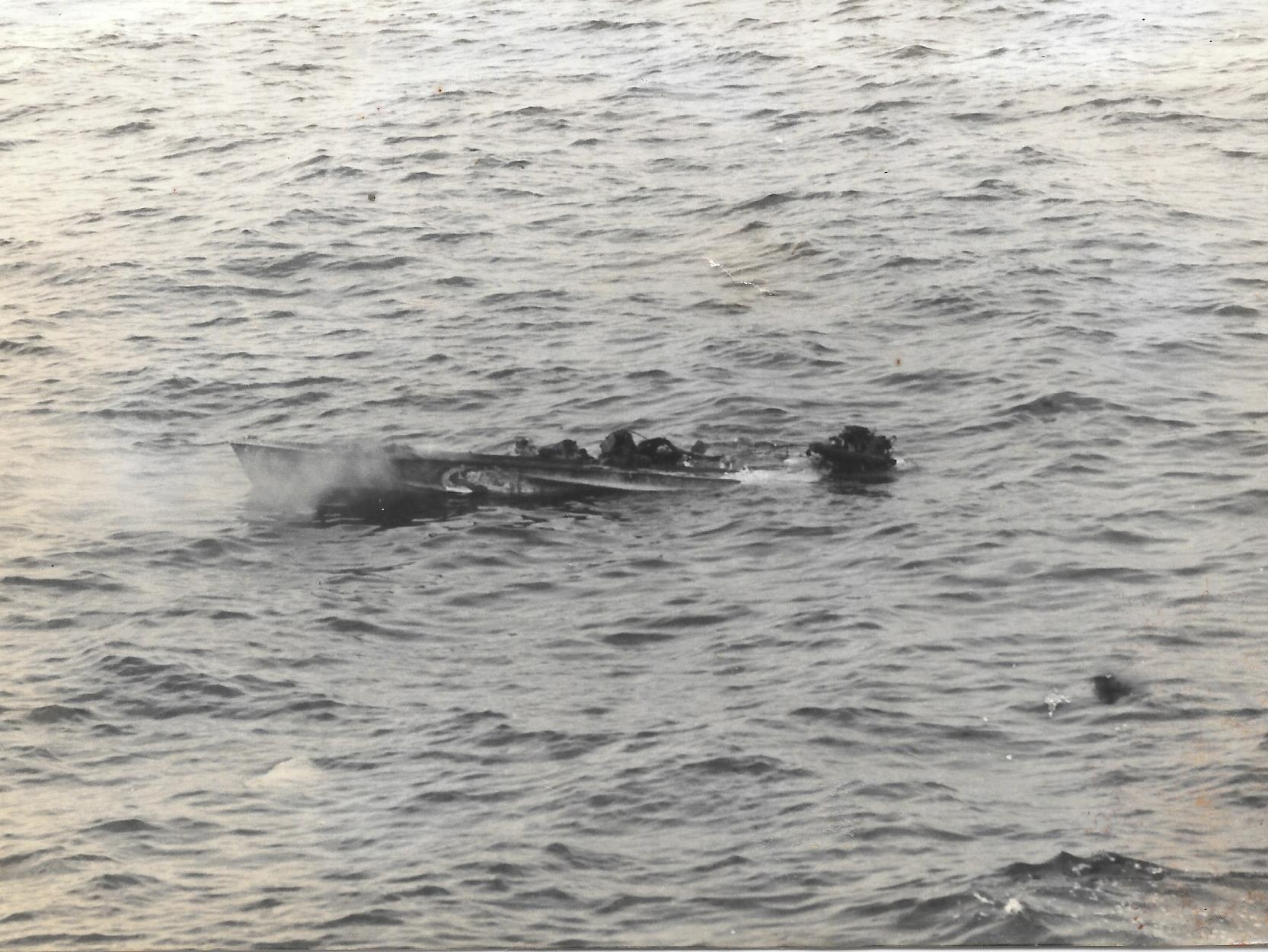
Катер террористов, подбитый артиллерийским огнем в северном регионе Израиля с корабля «Дабур» под командованием Дfни Рабина, июнь 1980 года
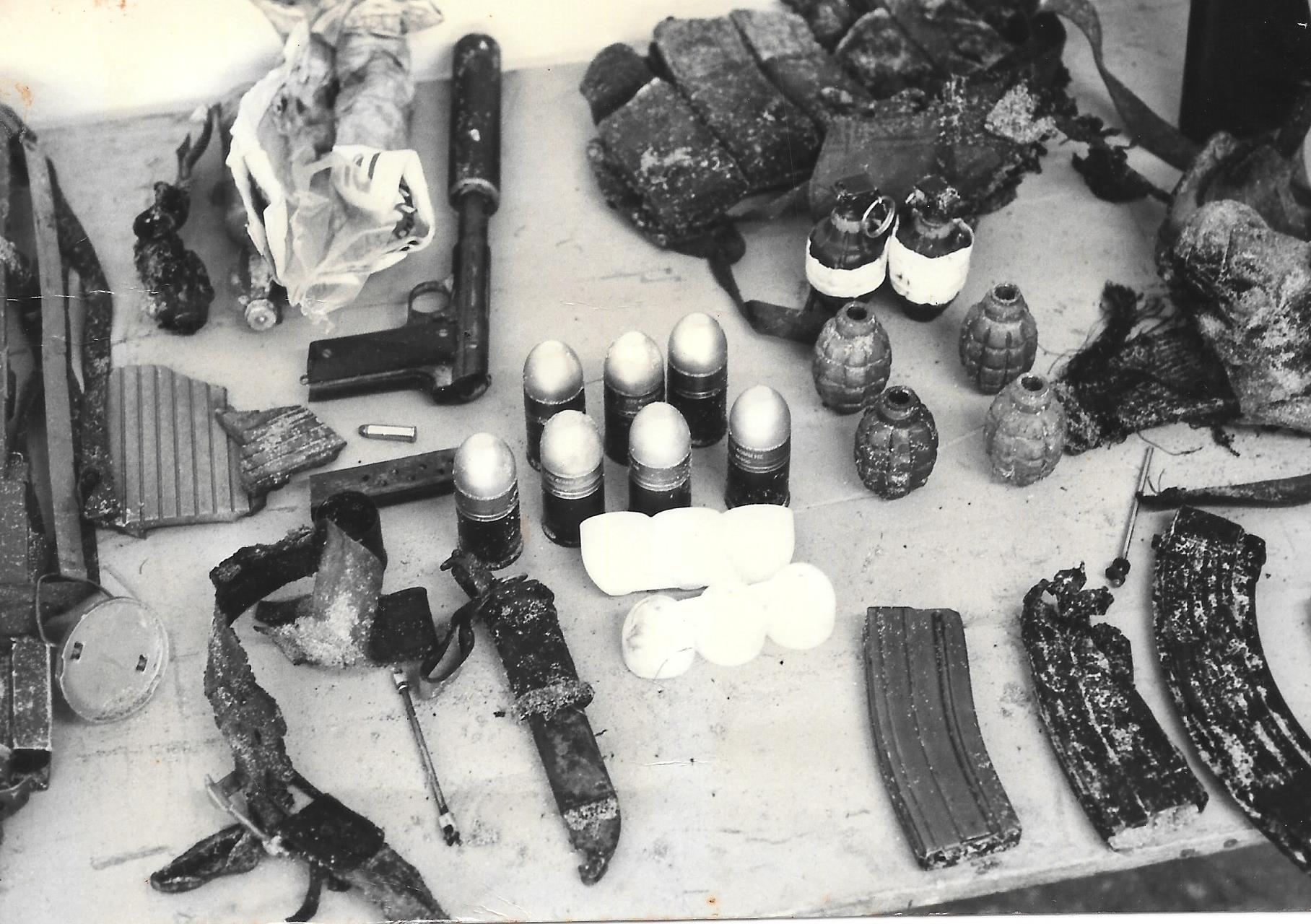
Вооружение отряда террористов, захваченное в резиновой лодке, июнь 1980 года
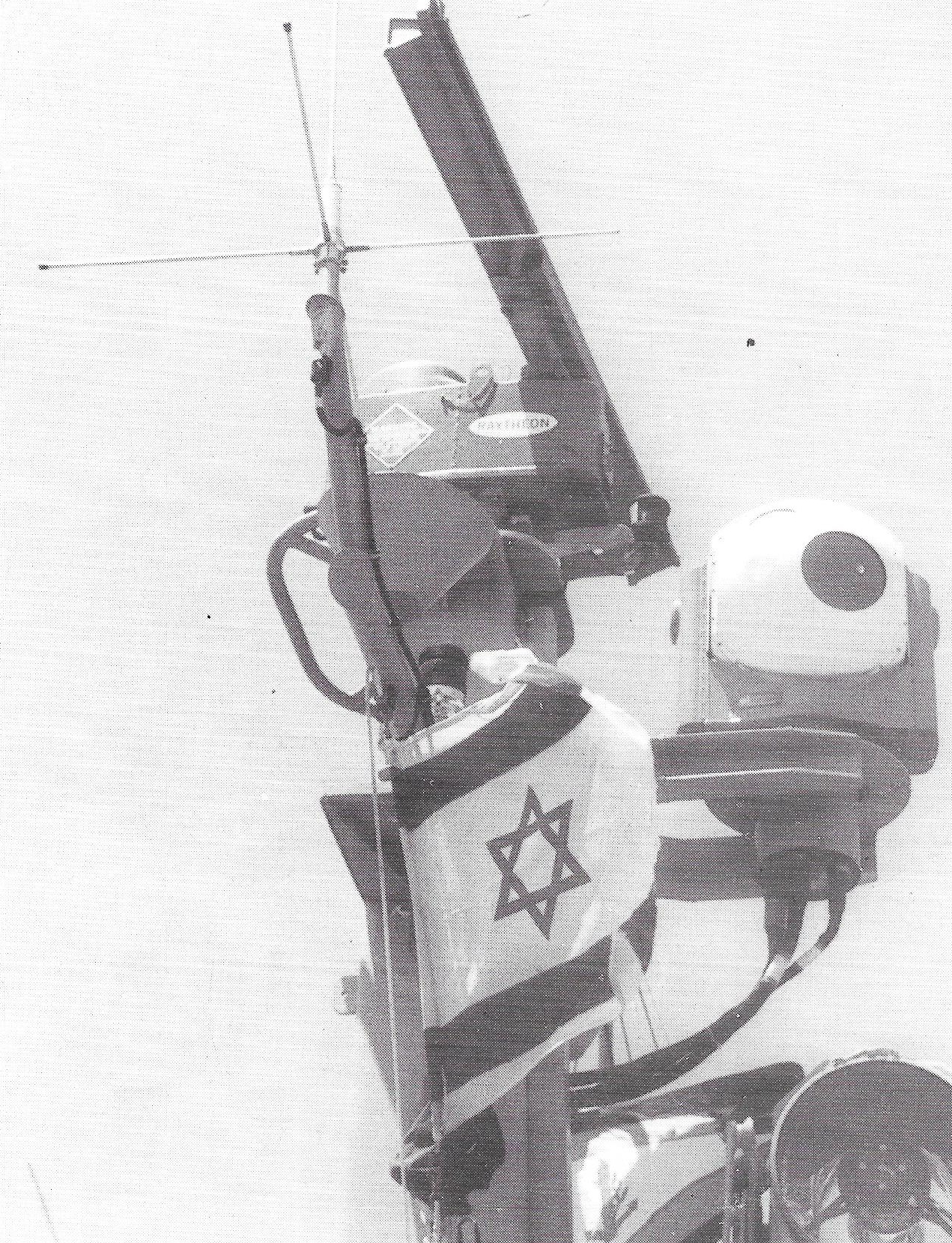
Прибор ночного видения на мачте сторожевого корабля «подсвечивает» цели
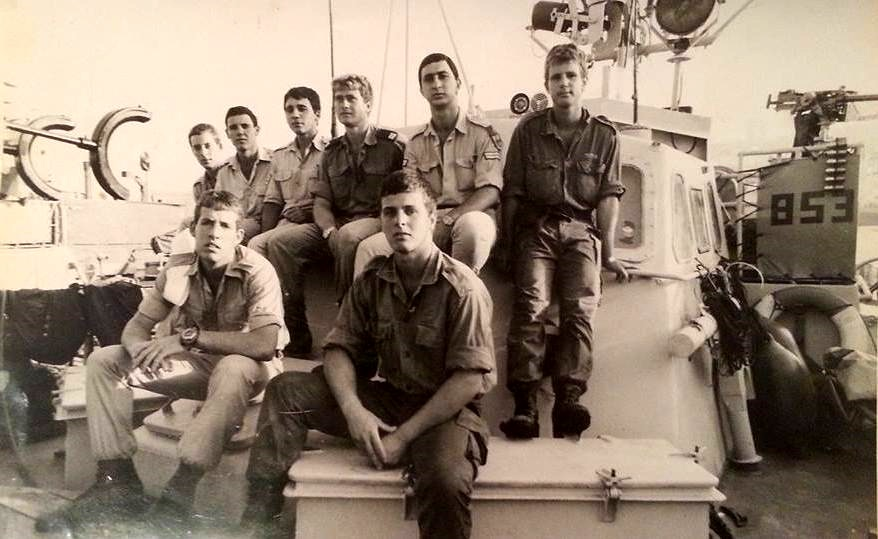
Экипаж «Двора» 853 после перехвата катера террористов 24 сентября 1984 года
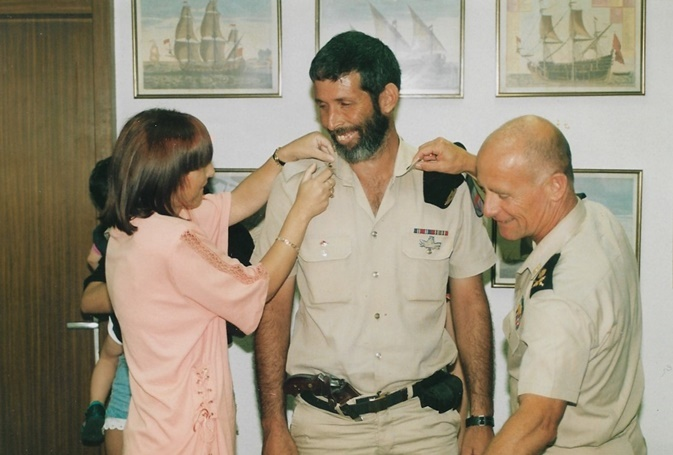
Командующий ВМС Ами Аялон присуждает Шломо Эрану, главному механику флота, звание старшего сержанта, 1992 год
- Керен Пелс и Рон Бухник присоединились к выходу на патрулирование 914-й эскадры, апрель 2019 года